# بوسه (لهستان)
بوسه (به لهستانی:  Bose) یک روستا در لهستان است که در گمینا سینه واقع شده‌است.